# 南港東站
南港東站（日语：／ Nankō-higashi eki */?）是位於大阪府大阪市住之江區，由大阪市高速電氣軌道（大阪地下鐵）所經營的鐵路車站。本站是屬於自動導引中運量大眾運輸系統（新電車）的南港港城線的沿線車站，車站編號為P15。

## 車站構造
本站採高架設計。中央走道與剪票口位於二樓，月台則位於三樓。站内設有一處驗票閘口，往住之江公園方向設有緊急用的存車線。

### 月台配置
| 月台 | 路線       | 目的地               |
| ---- | ---------- | -------------------- |
| 1    | 南港港城線 | 住之江公園方向       |
| 2    | 南港港城線 | 中埠頭、宇宙廣場方向 |

## 利用狀況
2018年11月13日1日上下車人次為3,880人（上車人次：1,887人，下車人次：1,993人）。
| 年度   | 調查日   | 上車人次 | 下車人次 | 上下車人次 |
| ------ | -------- | -------- | -------- | ---------- |
| 1990年 | 11月06日 | 1,231    | 1,287    | 2,518      |
| 1995年 | 2月15日  | 1,189    | 1,356    | 2,545      |
| 1998年 | 11月10日 | 1,075    | 1,201    | 2,276      |
| 2007年 | 11月13日 | 2,150    | 2,274    | 4,424      |
| 2008年 | 11月11日 | 2,141    | 2,268    | 4,409      |
| 2009年 | 11月10日 | 2,127    | 2,266    | 4,393      |
| 2010年 | 11月09日 | 2,185    | 2,263    | 4,448      |
| 2011年 | 11月08日 | 2,093    | 2,233    | 4,326      |
| 2012年 | 11月13日 | 2,132    | 2,225    | 4,357      |
| 2013年 | 11月19日 | 2,192    | 2,248    | 4,440      |
| 2014年 | 11月11日 | 2,223    | 2,325    | 4,548      |
| 2015年 | 11月17日 | 2,174    | 2,250    | 4,424      |
| 2016年 | 11月08日 | 2,186    | 2,252    | 4,438      |
| 2017年 | 11月14日 | 2,181    | 2,302    | 4,483      |
| 2018年 | 11月13日 | 1,887    | 1,993    | 3,880      |

## 历史
- 1981年（昭和56年）3月16日 - 本站在南港港城線住之江公園～中埠頭路段通車的同時啟用。
- 2018年（平成30年）4月1日：大阪市交通局民營化，成立非上市公司大阪市高速電氣軌道經營原交通局所擁有的各路線，本站也隨之成為該公司旗下的車站。

## 相鄰車站
大阪市高速電氣軌道（大阪地下鐵）
 南港港城線（新電車）
渡船大樓（P14）－南港東（P15）－南港口（P16）

## 外部連結
- 車站Guide：南港東 - Osaka Metro

34°36′50″N 135°26′19″E / 34.61389°N 135.43861°E